# Žan Košir
Žan Košir (Kranj, 11 april 1984) is een Sloveense snowboarder. Hij vertegenwoordigde zijn vaderland op de Olympische Winterspelen 2010 in Vancouver en op de Olympische Winterspelen 2014 in Sotsji, op de Olympische Winterspelen 2014 in Sotsji en op de Olympische Winterspelen 2018 in Pyeongchang.

## Carrière
Košir maakte zijn wereldbekerdebuut in februari 2003 in Maribor, in maart 2004 scoorde hij in Bardonecchia zijn eerste wereldbekerpunten. Drie jaar later behaalde de Sloveen in Bardonecchia zijn eerste toptienklassering in een wereldbekerwedstrijd. In december 2008 stond Košir in Arosa voor de eerste maal in zijn carrière op het podium van een wereldbekerwedstrijd. Op 12 januari 2013 boekte hij in Bad Gastein zijn eerste wereldbekerzege.
In zijn carrière nam Košir vier keer deel aan de wereldkampioenschappen snowboarden. Zijn beste resultaat was de zilveren medaille op de parallelreuzenslalom op de FIS wereldkampioenschappen snowboarden 2015 in Kreischberg.
Tijdens de Olympische Winterspelen van 2010 in Vancouver eindigde de Sloveen als zesde op de parallelreuzenslalom. Vier jaar later veroverde hij de zilveren medaille op de parallelslalom en de bronzen medaille op de parallelreuzenslalom. Tijdens de Olympische Winterspelen van 2018 in Pyeongchang behaalde Košir opnieuw de bronzen medaille op de parallelreuzenslalom.

## Resultaten

### Olympische Winterspelen
| Jaar | Plaats      | Resultaten                            |
| ---- | ----------- | ------------------------------------- |
| 2010 | Vancouver   | 6e Parallelreuzenslalom               |
| 2014 | Sotsji      | Parallelslalom · Parallelreuzenslalom |
| 2018 | Pyeongchang | Parallelreuzenslalom                  |
| 2022 | Peking      | 11e Parallelreuzenslalom              |

### Wereldkampioenschappen
| Jaar | Plaats      | Resultaten                                  |
| ---- | ----------- | ------------------------------------------- |
| 2005 | Whistler    | DNF Parallelreuzenslalom                    |
| 2009 | Gangwon     | 13e Parallelslalom 9e Parallelreuzenslalom  |
| 2011 | La Molina   | 10e Parallelslalom 6e Parallelreuzenslalom  |
| 2013 | Stoneham    | 31e Parallelslalom 4e Parallelreuzenslalom  |
| 2015 | Kreischberg | 5e Parallelslalom · Parallelreuzenslalom    |
| 2019 | Park City   | 10e Parallelslalom 5e Parallelreuzenslalom  |
| 2021 | Rogla       | 19e Parallelslalom 21e Parallelreuzenslalom |
| 2023 | Bakoeriani  | 10e Parallelslalom 11e Parallelreuzenslalom |
| 2025 | Engadin     | 18e Parallelslalom 14e Parallelreuzenslalom |

### Wereldbeker
Eindklasseringen
| Seizoen   | Algm | PAR   | PSL    | PGS   |
| --------- | ---- | ----- | ------ | ----- |
| 2003/2004 | –    | 65e   | –      | –     |
| 2004/2005 | –    | 68e   | –      | –     |
| 2005/2006 | 316e | 85e   | –      | –     |
| 2006/2007 | 89e  | 32e   | –      | –     |
| 2007/2008 | 27e  | 16e   | –      | –     |
| 2008/2009 | 31e  | 12e   | –      | –     |
| 2009/2010 | 104e | 30e   | –      | –     |
| 2010/2011 | 18e  | 13e   | –      | –     |
| 2011/2012 | –    | 11e   | –      | –     |
| 2012/2013 | –    | Brons | Zilver | 5e    |
| 2013/2014 | –    | Brons | 4e     | Brons |
| 2014/2015 | –    | Goud  | Goud   | Goud  |
| 2016/2017 | –    | 32e   | –      | 26e   |
| 2017/2018 | –    | 29e   | –      | 22e   |

Wereldbekerzeges
| Datum            | Plaats         | Onderdeel            |
| ---------------- | -------------- | -------------------- |
| 13 januari 2013  | Bad Gastein    | Parallelslalom       |
| 9 januari 2015   | Bad Gastein    | Parallelslalom       |
| 28 februari 2015 | Asahikawa      | Parallelreuzenslalom |
| 1 maart 2015     | Asahikawa      | Parallelslalom       |
| 16 februari 2019 | Pyeongchang    | Parallelreuzenslalom |
| 6 maart 2021     | Rogla          | Parallelreuzenslalom |
| 15 februari 2025 | Val Saint-Côme | Parallelreuzenslalom |